# Lodi (film)
Lodi je filipínský hraný film z roku 2018, který režíroval Tim Muñoz podle vlastního scénáře.

## Děj
Franco se živí příležitostně prostitucí. Je posedlý populárním hercem Brentem Barcelonou. Tajně ho sleduje a zjistí, kde bydlí. Nechá se zaměstnat v domě jako údržbář. Francův kamarád Tiger je také prostitut a své klienty uspává pomocí drogy a poté okrade. Franko tuto drogu také získá a začne Brenta v jeho bytě uspávat. 

## Obsazení
| JM Martinez    | Franco |
| Ace Toledo     | Brent  |
| Carlo Mendoza  | Tiger  |
| Jonas Olmedo   | RJ     |
| Eagle Riggs    | Resty  |
| Mackie Raquiza | Carla  |